# Кожемякин, Михаил Степанович
Михаил Степанович Кожемякин (24 января 1913, Весёловский район, Ростовская область — 1 августа 1995, Москва) — Герой Советского Союза (1945), штурман 38-го бомбардировочного авиационного полка (219-я бомбардировочная авиационная дивизия 4-й бомбардировочный авиационный корпус, 2-я воздушная армия, 1-й Украинский фронт), майор.

## Биография
Родился 24 января 1913 года в хуторе Верхнесолёный Области Войска Донского, ныне Весёловского района Ростовской области, в семье крестьянина. Русский.
С раннего детства жил в селе Мартук Мартукского района Актюбинской области. Здесь учился в школе, вступил в комсомол. Затем окончил строительный техникум в Алма-Ате. Работал на строительстве городского Дома культуры.
В Красной Армии с 1935 года. В 1937 году окончил Оренбургское военное авиационное училище. Член ВКП(б)/КПСС с 1939 года. Участник советско-финляндской войны 1939—1940.
Участник Великой Отечественной войны с июня 1941 года.
- 17 июля 1943 года, будучи ведущим колонны шести девяток в Орловско-Курской операции, наносил бомбовый удар по железнодорожной станции Белые Ворота.
- 13 августа 1943 года, будучи ведущим колонны из восьми девяток, наносил бомбовый удар по железнодорожной станции Ельня в Спас-Демянской операции.
- 16 января 1945 года в исключительно сложных метеоусловиях, будучи ведущим трех девяток, наносил бомбовый удар по аэродрому под Краковым.
- 28 февраля 1945 года, будучи ведущим двух девяток, наносил бомбовый удар по военным казармам Гинденбурга в городе Бреслау.
- 22 марта 1945 года в исключительно сложных метеоусловиях, являясь ведущим двух шестерок, наносил бомбовый удар по опорному пункту и скоплению техники на переднем крае обороны противника в районе Циннаталь.

Всего за годы войны майор Кожемякин совершил 122 боевых вылета на бомбардировку военных объектов, железнодорожных станций, скоплений войск противника.
После войны — в 1956 году — окончил Военную академию Генерального штаба. Служил в Германии, Польше и центральном аппарате ВВС СССР. С 1960 года полковник Кожемякин М. С. — в запасе.
Жил в городе-герое Москве. Умер 1 августа 1995 года. Похоронен на Кунцевском кладбище (участок № 11). Там же похоронен его сын — Кожемякин Владимир Михайлович (29.01.1946—23.03.2009).

## Награды
- Звание Героя Советского Союза с вручением ордена Ленина и медали «Золотая Звезда» (№ 7684) майору Кожемякину Михаилу Степановичу присвоено 27 июня 1945 года.
- Награждён также пятью орденами Красного Знамени, орденами Отечественной войны 1-й и 2-й степеней, Красной Звезды, медалями.